# Jelenská skala
Jelenská skala (1153 m) – szczyt w Starohorskich Wierchach na Słowacji. Jest najwyższym szczytem w południowo-zachodniej części tego pasma górskiego. Wznosi się w jego grzbiecie głównym, pomiędzy szczytami Krčahy (1129 m) i Žiare (1045 m). Jest zwornikiem. W kierunku północno-zachodnim odchodzi od niego grzbiet, który wkrótce, w bezimiennej kopie (ok. 1020 m) rozgałęzia się na dwa ramiona:
- północne ze szczytem Stará hora (964 m). Ramię to, dalej za Starą horą mocno rozczłonkowane, oddziela dolinę Jelenskiego potoku (na wschodzie) od doliny Haliar (na południowym zachodzie).
- zachodnie ze szczytem Klopačka (803 m). Ramię to oddziela dolinę Haliar (na północy) od doliny, którą tworzy Richtársky potok (na południu)[1].

W południowo-wschodnie stoki Jelenskiej skały wcinają się dwie źródłowe dolinki potoku o nazwie Banský potok. Od strony zachodniej pod szczytem wielka wychodnia skalna, opadająca kilkudziesięciometrowymi urwiskami ku zachodowi, ponad dolinę ze źródliskami Richtárskiego potoku, która nadała nazwę górze.
Partie szczytowe góry (wraz ze wspomnianą wychodnią) oraz wschodnią część jej masywu budują triasowe gruboławicowe, ciemnosiwe wapienie tzw. gutensteinskie i dolomitowe wapienie. Na stokach zachodnich, pasem biegnącym na wysokości ok. 950–1050 m n.p.m., pojawiają się tzw. warstwy łużniańskie, poniżej których zbocza doliny źródlisk Richtárskiego potoku budują już stare skały metamorficzne (gnejsy, ortognejsy i migmatyty).
Jelenská skala, z wyjątkiem wspomnianej wyżej wychodni skalnej, jest całkowicie porośnięta lasem. Znajduje się w otulinie Parku Narodowego Niżne Tatry.
Zachodnimi i północnymi stokami Jelenskej skaly, na wysokości ok. 960–930 m n.p.m., biegła trasa dawnego Akweduktu Szpaniodolińskiego. W 2006 r. w miejscu zwanym Izbica pod Jelenskou skalou (970 m n.p.m., na grzbiecie pn.-wsch. od szczytu), przy zielonym szlaku turystycznym, Słowackie Lasy Państwowe zrekonstruowały poglądowy fragment tego historycznego akweduktu, funkcjonującego w XVII-XIX w. Obok stanęła drewniana figura, przedstawiająca žliabkára imieniem Matiáš – pracownika, trudniącego się kiedyś utrzymywaniem akweduktu. Jej autorem jest Jozef Štric ze Szpaniej Doliny.
Na południowych stokach wspomnianej kopy (ok. 1020 m), na wysokości ok. 900 m, znajduje się partyzancki bunkier Mor ho!.

## Turystyka
Zboczami Jelenskiej skały prowadzą dwa znakowane szlaki turystyczne. Obydwa omijają jej wierzchołek, ale od szlaku zielonego (rozdroże Jelenská skala-lúky) prowadzi na szczyt krótki szlak niebieski.
  Staré Hory pri kostole – pod Richtárovou – bunkier Mor ho! – Jelenská skala – Žiare – przełęcz Dolny Šturec – Špania Dolina. Odległość 6 km, suma podejść 520 m, suma zejść 285 m, czas przejścia 2:20 h, z powrotem 2:05 h
  Donovaly Vrchlúka – Pri Javore – Krčahy-Kovačka – Jelenská skala-lúky – Žiare – przełęcz Dolny Šturec – Šachtička. Odległość 12 km, suma podejść 368 m, suma zejść 453 m, czas przejścia 3:20 h, z powrotem 3:25 h
  Jelenská skala-lúky – Jelenská skala. Odległość 0,8 km, suma podejść 133 m, czas przejścia 25 min, z powrotem 15 min.